# Planiglob

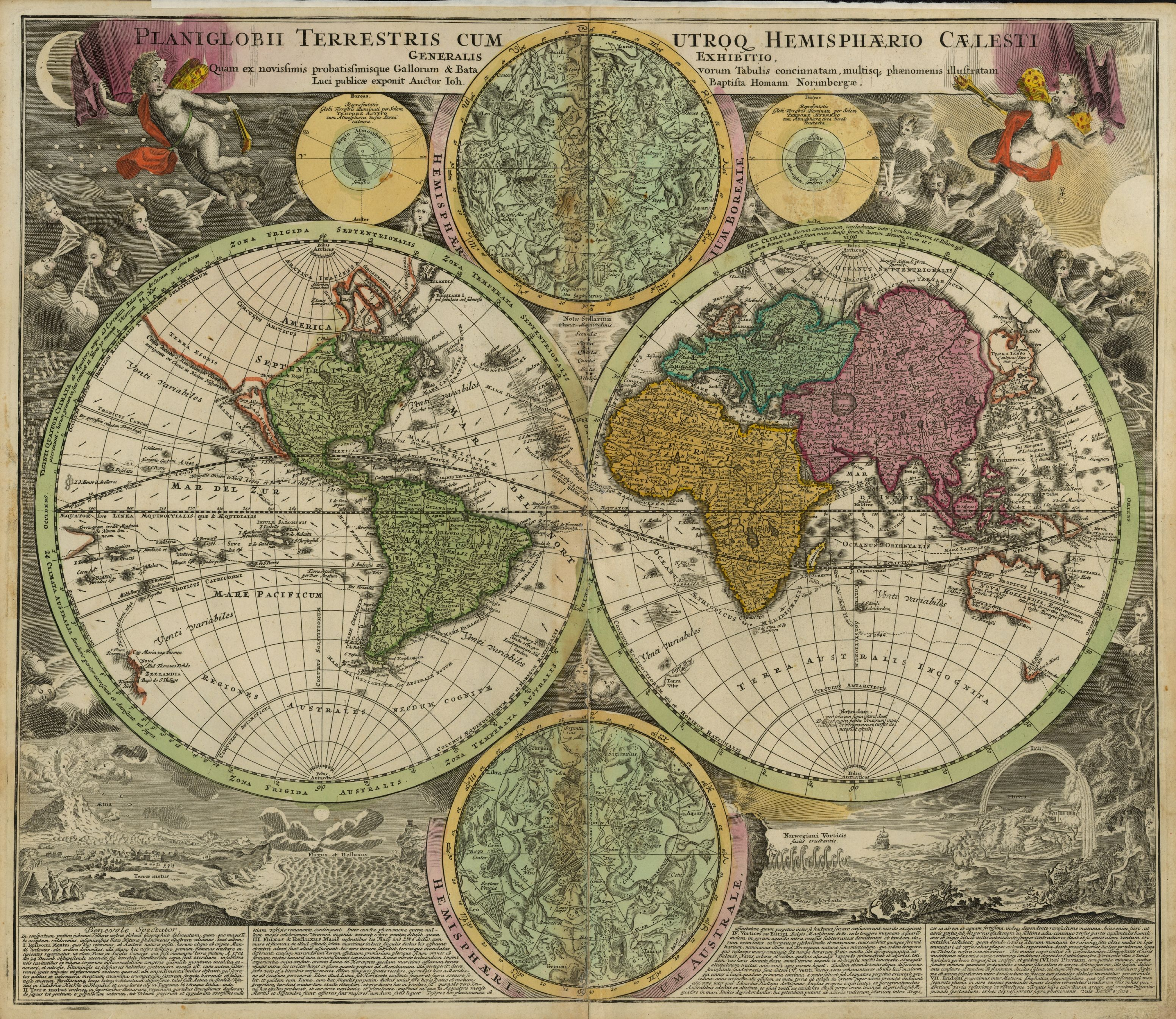
Planiglobul lui Johann Baptist Homann din 1707

Planiglob modern

Planiglobul (sinonim cu mapamond, care provine din cuvintele latine „mappa” - pânză și „mundus” - lume) este un tip de hartă a globului pământesc, în care cele două emisfere sunt reprezentate pe o suprafață plană.

## Legături externe
- „Planiglob” la DEX online

- „Mapamond” la DEX online